# Bree Tanners andra liv
Bree Tanners andra liv är en novell/kortare roman på 169 sidor som hör till The Twilight Saga skriven av Stephenie Meyer. Bree Tanner är en av romanfigurerna i den tidigare utgivna Ljudet av ditt hjärta (engelsk titel: Eclipse), men där nämns hon bara i förbigående, i slutet. Handlingen i Bree Tanners andra liv pågår parallellt med den tredje boken i Twilight-sagan, Ljudet av ditt hjärta. 
Boken gavs ut samtidigt som det engelskspråkiga originalet, den 5 juni 2010.  

## Handling
Bokens handling beskriver Bree Tanners korta liv som nyfödd vampyr i Seattle. 
Hur hon träffar sin första och enda riktiga kärlek...

## En bok för fansen
Författaren Stephenie Meyer vill att Bree Tanners andra liv ska vara en gåva till Twilight-fansen och därför publicerade kortromanen på Internet, från 7 juni till 5 juli 2010. Dessutom går en dollar per såld bok till amerikanska röda korset. Det är oklart om något av vinsten för den svenska boken kommer att gå till välgörande ändamål.

## Ursprunglig plan
Stephenie Meyers ursprungliga plan var att texten om Bree Tanner skulle publiceras i boken "The Twilight Saga: The Official Guide". När författarinnan upptäckte att texten blev 200 sidor lång insåg hon att det inte gick att publicera detta i guiden, utan valde att göra det till en kortroman istället som en hyllning till sina fans.

## Eclipse
"Bree Tanners andra liv" har använts som inspirationskälla för skådespelare och regissör under inspelningen av filmen Eclipse, detta för att bättre förstå karaktären Bree (spelas av Jodelle Ferland) och även för att förstå hur nyfödda vampyrer reagerar och beter sig.